# 泉鏡花文学賞
泉鏡花文学賞（いずみきょうかぶんがくしょう）は、泉鏡花生誕100年を記念して1973年に制定された、金沢市によって主催される文学賞である。以降年一回発表され、受賞は選考委員の合議によって決定される。受賞者には正賞として八稜鏡、副賞として150万円（2025年現在）が授与される。併設されている賞として泉鏡花記念金沢市民文学賞があり、金沢市に地縁のある者のみが選考対象となる。
対象は小説や戯曲などの単行本で、8月1日を基準日とし、前1年間に刊行された文芸作品の中から「ロマンの薫り高い作品」となっているが、第30回の野坂昭如のように作家個人の業績も選考に含まれることがある。第16回の吉本ばななのようにデビューしたばかりの新人が受賞することもあれば、第39回の瀬戸内寂聴のようにベテランが受賞することもある。

## 受賞作一覧

### 第1回から第10回
| 回（年）           | 賞   | 受賞者     | 受賞作                 | 刊行                   |
| ------------------ | ---- | ---------- | ---------------------- | ---------------------- |
| 第1回（1973年度）  | 受賞 | 半村良     | 『産霊山秘録』         | 1973年3月 早川書房     |
| 第1回（1973年度）  | 受賞 | 森内俊雄   | 『翔ぶ影』             | 1972年10月 角川書店    |
| 第2回（1974年度）  | 受賞 | 中井英夫   | 『悪夢の骨牌』         | 1973年12月 平凡社      |
| 第3回（1975年度）  | 受賞 | 森茉莉     | 『甘い蜜の部屋』       | 1975年8月 新潮社       |
| 第4回（1976年度）  | 受賞 | 高橋たか子 | 『誘惑者』             | 1976年6月 講談社       |
| 第5回（1977年度）  | 受賞 | 色川武大   | 『怪しい来客簿』       | 1977年7月 話の特集     |
| 第5回（1977年度）  | 受賞 | 津島佑子   | 『草の臥所』           | 1977年7月 講談社       |
| 第6回（1978年度）  | 受賞 | 唐十郎     | 『海星・河童』         | 1978年6月 大和書房     |
| 第7回（1979年度）  | 受賞 | 眉村卓     | 『消滅の光輪』         | 1979年4月 早川書房     |
| 第7回（1979年度）  | 受賞 | 金井美恵子 | 『プラトン的恋愛』     | 1979年7月 講談社       |
| 第8回（1980年度）  | 受賞 | 清水邦夫   | 『わが魂は輝く水なり』 | 1980年2月 講談社       |
| 第8回（1980年度）  | 受賞 | 森万紀子   | 『雪女』               | 1980年4月 新潮社       |
| 第9回（1981年度）  | 受賞 | 澁澤龍彦   | 『唐草物語』           | 1981年7月 河出書房新社 |
| 第9回（1981年度）  | 受賞 | 筒井康隆   | 『虚人たち』           | 1981年4月 中央公論社   |
| 第10回（1982年度） | 受賞 | 日野啓三   | 『抱擁』               | 1982年2月 集英社       |

### 第11回から第20回
| 回（年）           | 賞   | 受賞者         | 受賞作                     | 刊行               |
| ------------------ | ---- | -------------- | -------------------------- | ------------------ |
| 第11回（1983年度） | 受賞 | 三枝和子       | 『鬼どもの夜は深い』       | 1983年6月 新潮社   |
| 第11回（1983年度） | 受賞 | 小檜山博       | 『光る女』                 | 1983年7月 集英社   |
| 第12回（1984年度） | 受賞 | 赤江瀑         | 『海峡』                   | 1983年8月 白水社   |
| 第12回（1984年度） | 受賞 | 赤江瀑         | 『八雲が殺した』           | 1984年6月 文藝春秋 |
| 第13回（1985年度） | 受賞 | 宮脇俊三       | 『殺意の風景』             | 1985年4月 新潮社   |
| 第14回（1986年度） | 受賞 | 増田みず子     | 『シングル・セル』         | 1986年7月 福武書店 |
| 第15回（1987年度） | 受賞 | 倉橋由美子     | 『アマノン国往還記』       | 1986年8月 新潮社   |
| 第15回（1987年度） | 受賞 | 朝稲日出夫     | 『シュージの放浪』         | 1987年1月 筑摩書房 |
| 第16回（1988年度） | 受賞 | 泡坂妻夫       | 『折鶴』                   | 1988年3月 文藝春秋 |
| 第16回（1988年度） | 受賞 | 吉本ばなな     | 「ムーンライト・シャドウ」 | 1988年1月 福武書店 |
| 第17回（1989年度） | 受賞 | 石和鷹         | 『野分酒場』               | 1988年9月 福武書店 |
| 第17回（1989年度） | 受賞 | 北原亞以子     | 『深川澪通り木戸番小屋』   | 1989年4月 講談社   |
| 第18回（1990年度） | 受賞 | 日影丈吉       | 『泥汽車』                 | 1989年12月 白水社  |
| 第19回（1991年度） | 受賞 | 有爲エンジェル | 『踊ろう、マヤ』           | 1990年11月 講談社  |
| 第20回（1992年度） | 受賞 | 鷺沢萠         | 『駆ける少年』             | 1992年4月 文藝春秋 |
| 第20回（1992年度） | 受賞 | 島田雅彦       | 『彼岸先生』               | 1992年3月 福武書店 |

### 第21回から第30回
| 回（年）           | 賞         | 受賞者     | 受賞作                                                              | 刊行                         |
| ------------------ | ---------- | ---------- | ------------------------------------------------------------------- | ---------------------------- |
| 第21回（1993年度） | 受賞       | 山本道子   | 『喪服の子』                                                        | 1992年10月 講談社            |
| 第22回（1994年度） | 受賞作なし | 受賞作なし | 受賞作なし                                                          | 受賞作なし                   |
| 第23回（1995年度） | 受賞       | 辻章       | 『夢の方位』                                                        | 1995年1月 河出書房新社       |
| 第24回（1996年度） | 受賞       | 柳美里     | 『フルハウス』                                                      | 1996年6月 文藝春秋           |
| 第24回（1996年度） | 受賞       | 山田詠美   | 『アニマル・ ロジック』                                             | 1996年4月 新潮社             |
| 第25回（1997年度） | 受賞       | 村松友視   | 『鎌倉のおばさん』                                                  | 1997年6月 新潮社             |
| 第25回（1997年度） | 受賞       | 京極夏彦   | 『嗤う伊右衛門』                                                    | 1997年6月 中央公論社         |
| 第26回（1998年度） | 受賞       | 田辺聖子   | 『道頓堀の雨に別れて以来なり 川柳作家・岸本水府とその時代』【上下】 | 1998年3月 中央公論社         |
| 第27回（1999年度） | 受賞       | 吉田知子   | 『箱の夫』                                                          | 1998年12月 中央公論新社      |
| 第27回（1999年度） | 受賞       | 種村季弘   | 「ネオ・ラビリントス」シリーズ                                      | 1998年 - 1999年 河出書房新社 |
| 第28回（2000年度） | 受賞       | 多和田葉子 | 『ヒナギクのお茶の場合』                                            | 2000年3月 新潮社             |
| 第29回（2001年度） | 受賞       | 久世光彦   | 『蕭々館日録』                                                      | 2001年5月 中央公論新社       |
| 第29回（2001年度） | 受賞       | 笙野頼子   | 『幽界森娘異聞』                                                    | 2001年7月 講談社             |
| 第30回（2002年度） | 受賞       | 野坂昭如   | 『文壇』に至る作家としての業績                                      | 2002年4月 文藝春秋           |

### 第31回から第40回
| 回（年）           | 賞     | 受賞者     | 受賞作                               | 刊行                    |
| ------------------ | ------ | ---------- | ------------------------------------ | ----------------------- |
| 第31回（2003年度） | 受賞   | 丸谷才一   | 『輝く日の宮』                       | 2003年6月 講談社        |
| 第31回（2003年度） | 受賞   | 桐野夏生   | 『グロテスク』                       | 2003年6月 文藝春秋      |
| 第32回（2004年度） | 受賞   | 小川洋子   | 『ブラフマンの埋葬』                 | 2004年4月 講談社        |
| 第33回（2005年度） | 受賞   | 寮美千子   | 『楽園の鳥――カルカッタ幻想曲』       | 2004年10月 講談社       |
| 第34回（2006年度） | 受賞   | 嵐山光三郎 | 『悪党芭蕉』                         | 2006年4月 新潮社        |
| 第35回（2007年度） | 受賞   | 立松和平   | 『道元禅師』【上下】                 | 2007年7月 東京書籍      |
| 第35回（2007年度） | 特別賞 | 大鷹不二雄 | 『鏡花恋唄』                         | 2006年11月 新人物往来社 |
| 第36回（2008年度） | 受賞   | 南木佳士   | 『草すべり、その他の短篇』           | 2008年7月 文藝春秋      |
| 第36回（2008年度） | 受賞   | 横尾忠則   | 『ぶるうらんど』                     | 2008年4月 文藝春秋      |
| 第37回（2009年度） | 受賞   | 千早茜     | 『魚神』                             | 2009年1月 集英社        |
| 第38回（2010年度） | 受賞   | 篠田正浩   | 『河原者ノススメ――死穢と修羅の記憶』 | 2009年11月 幻戯書房     |
| 第39回（2011年度） | 受賞   | 瀬戸内寂聴 | 『風景』                             | 2011年1月 角川学芸出版  |
| 第39回（2011年度） | 受賞   | 夢枕獏     | 『大江戸釣客伝』【上下】             | 2011年7月 講談社        |
| 第40回（2012年度） | 受賞   | 角田光代   | 『かなたの子』                       | 2011年12月 文藝春秋     |

### 第41回から第50回
| 回（年）           | 賞   | 受賞者     | 受賞作                         | 刊行                       |
| ------------------ | ---- | ---------- | ------------------------------ | -------------------------- |
| 第41回（2013年度） | 受賞 | 磯崎憲一郎 | 『往古来今』                   | 2013年5月 文藝春秋         |
| 第42回（2014年度） | 受賞 | 中島京子   | 『妻が椎茸だったころ』         | 2013年11月 講談社          |
| 第42回（2014年度） | 受賞 | 小池昌代   | 『たまもの』                   | 2014年6月 講談社           |
| 第43回（2015年度） | 受賞 | 長野まゆみ | 『冥途あり』                   | 2015年7月 講談社           |
| 第43回（2015年度） | 受賞 | 篠原勝之   | 『骨風』                       | 2015年7月 文藝春秋         |
| 第44回（2016年度） | 受賞 | 川上弘美   | 『大きな鳥にさらわれないよう』 | 2016年4月 講談社           |
| 第45回（2017年度） | 受賞 | 松浦理英子 | 『最愛の子ども』               | 2017年4月 文藝春秋         |
| 第46回（2018年度） | 受賞 | 山尾悠子   | 『飛ぶ孔雀』                   | 2018年5月 文藝春秋         |
| 第47回（2019年度） | 受賞 | 田中慎弥   | 『ひよこ太陽』                 | 2019年5月 新潮社           |
| 第48回（2020年度） | 受賞 | 髙樹のぶ子 | 『小説伊勢物語業平』           | 2020年5月 日本経済新聞出版 |
| 第49回（2021年度） | 受賞 | 村田喜代子 | 『姉の島』                     | 2021年6月 朝日新聞出版     |
| 第50回（2022年度） | 受賞 | 大濱普美子 | 『陽だまりの果て』             | 2022年6月 国書刊行会       |

### 第51回から第60回
| 回（年）           | 賞   | 受賞者   | 受賞作                   | 刊行                   |
| ------------------ | ---- | -------- | ------------------------ | ---------------------- |
| 第51回（2023年度） | 受賞 | 北村薫   | 『水 本の小説』          | 2022年11月 新潮社      |
| 第51回（2023年度） | 受賞 | 朝比奈秋 | 『あなたの燃える左手で』 | 2023年6月 河出書房新社 |
| 第52回（2024年度） | 受賞 | 原田マハ | 『板上に咲く』           | 2024年3月 幻冬舎       |

## 選考委員
- 第1回から15回 - 五木寛之、井上靖、奥野健男、尾崎秀樹、瀬戸内晴美、三浦哲郎、森山啓、吉行淳之介
- 第16回から18回 - 五木、井上、奥野、尾崎、三浦、森山、吉行
- 第19回 - 五木、奥野、尾崎、三浦、吉行
- 第20回から21回 - 泉名月、五木、奥野、尾崎、半村良、三浦、吉行
- 第22回から24回 - 泉、五木、奥野、尾崎、半村、三浦
- 第25回 - 泉、五木、奥野、尾崎、半村
- 第26回 - 泉、五木、尾崎、半村、村田喜代子
- 第27回 - 泉、五木、半村、村田
- 第28回 - 泉、五木、金井美恵子　半村、村田、村松友視
- 第29回から35回 - 泉、五木、金井、村田、村松
- 第36回 - 五木、金井、村田、村松
- 第37回から43回 - 嵐山光三郎、五木、金井、村田、村松
- 第44回・第45回 - 嵐山光三郎、五木寛之、金井美恵子、村松友視、山田詠美[9]
- 第46回から第50回 - 嵐山光三郎、五木寛之、金井美恵子、村松友視、山田詠美、綿矢りさ[10]
- 第51回から - 嵐山光三郎、五木寛之、村田喜代子、村松友視、山田詠美、綿矢りさ